# Клюфас Іван Якович
Клюфас Іван (Іоан) Якович (19 червня 1894, Стібенець — 14 лютого 1965, Верхнє Синьовидне) — священник УГКЦ, громадсько-культурний діяч.

## Життєпис
Уродженець Стібенця поблизу Перемишля на Надсянщині . В 1914 році закінчив українську гімназію в Перемишлі.  
В 1920 р. — парох села Лежахів.  
В 1922 — 1923 та в 1925  — 1927 рр.  — парох замішанського села Опарівка
В 1924 — 1925 рр. і в 1927—1945 рр. — парох замішанського села Бонарівка . 
Декан Короснянського деканату Перемишльської єпархії ГКЦ (з 1934 р. — Апостольської адміністрації Лемківщини) в 1931 — 1945 рр. 
В ході свого служіння на Замішанщині Іван Клюфас часто запрошував в Бонарівку сина Івана Франка Тараса. Родина Тараса Франка і отця Клюфаса добре товаришувала між собою, чому є підтвердження у спогадах Ярослава Пащака .
Отець Іван був тим самим священником, який звершував чин похорону над загиблою 27 липня 1944 року Юлією Опарівською — вдовою о. Василя Опарівського, тещею Степана Бандери. Загиблу було поховано на сільському цвинтарі села Бонарівка. Могила збережена .
2 червня 1945 року спільно зі своїми парафіянами прибув на станцію Снятин під час депортацій українського населення з Закерзоння в 1945 — 1951 років .
Учасник Львівського собору (1946), де представляв Снятинський деканат ГКЦ. 
В 1945 — 1954 рр. — настоятель храму на честь Собору Пресвятої Богородиці в селі Горішнє Залуччя на Снятинщині.
В 1955 — 1965 рр. — настоятель храму на честь Собору Пресвятої Богородиці в с. Верхнє Синьовидне на Сколівщині. 
Похований в крипті церкви своєї останньої парафії .  